# Silences
Albums de Sébastien Roch
Puce de luxe
(2007)
Silences est le premier album studio du chanteur Sébastien Roch, sorti en décembre 1992 chez AB Disques/BMG sous le label Stiger Records.

## Historique
Avec cet album, le chanteur, également acteur dans la sitcom Hélène et les Garçons, se produit sur la scène de La Cigale à Paris, le 10 décembre 1993.
En 1994, Sébastien Roch décide de quitter AB Productions en plein succès et rencontre alors des difficultés pour poursuivre sa carrière de chanteur. En effet, il lui faudra attendre 2007 pour pouvoir publier un second album intitulé Puce de luxe.

## Liste des chansons
1. Pousse petit vent
2. Tu m'as emporté
3. Petite ingénue
4. La chance
5. Au bar de Jess
6. Justin'
7. La couleur pire
8. Entre chienne et louve
9. Eternisez-moi
10. J'taime toujours

## Singles
- Avril 1993 : Au bar de Jess
- Octobre 1993 : Pousse petit vent
- Mars 1994 : Petite ingénue

## Crédits
- Paroles : Sébastien Roch / Christian Schwarz / Jean-Pierre Chenut
- Musiques : Sébastien Roch / Eric Gourlain